# Rogério Dutra da Silva
Rogério Dutra da Silva (São Paulo, 3 februari 1984) is een Braziliaans tennisser. Hij heeft één ATP-toernooi gewonnen en stond tweemaal in de finale, en dit telkens in het dubbelspel. Hij doet sinds 2010 mee aan de grandslams. Hij heeft elf challengers in het enkelspel en vier challengers in het dubbelspel op zijn naam staan. Daarnaast won Dutra da Silva de zilveren medaille bij de Pan-Amerikaanse Spelen 2011. In de finale verloor hij van de Colombiaan Robert Farah in twee sets (6–4 en 6–3).

## Palmares

### Palmares enkelspel
| Legenda                       | Legenda               |
| ----------------------------- | --------------------- |
| Grand Slam                    |                       |
| Olympische Spelen             |                       |
| tot 2009                      | vanaf 2009            |
| Tennis Masters Cup            | ATP Finals            |
| ATP Masters Series            | ATP Tour Masters 1000 |
| ATP International Series Gold | ATP Tour 500          |
| ATP International Series      | ATP Tour 250          |

| Nr.                  | Datum             | Toernooi         | Ondergrond | Tegenstander in finale | Score            |
| -------------------- | ----------------- | ---------------- | ---------- | ---------------------- | ---------------- |
| Gewonnen challengers |                   |                  |            |                        |                  |
| 1.                   | 13 september 2010 | Belo Horizonte   | Gravel     | Facundo Argüello       | 6-4, 6-2         |
| 2.                   | 1 augustus 2011   | Campos do Jordão | Hardcourt  | Izak van der Merwe     | 6-4, 65-7, 6-3   |
| 3.                   | 3 juli 2012       | Panama-Stad      | Gravel     | Peter Polansky         | 6-3, 6-0         |
| 4.                   | 8 april 2013      | Itajaí           | Gravel     | Jozef Kovalik          | 4-6, 6-3, 6-1    |
| 5.                   | 20 april 2014     | São Paulo        | Gravel     | Blaž Rola              | 6-4, 6-2         |
| 6.                   | 16 augustus 2015  | Praag            | Gravel     | Radu Albot             | 6-2, 6-7(5), 6-4 |
| 7.                   | 25 oktober 2015   | Santiago         | Gravel     | Horacio Zeballos       | 7-5, 3-6, 7-5    |
| 8.                   | 14 mei 2016       | Bordeaux         | Gravel     | Bjorn Fratangelo       | 6-3, 6-1         |
| 9.                   | 11 maart 2017     | Santiago         | Gravel     | Nicolás Jarry          | 7-5, 6-3         |
| 10.                  | 8 april 2017      | Panama-Stad      | Gravel     | Peđa Krstin            | 6-2, 6-4         |
| 11.                  | 6 januari 2019    | Playford         | Hardcourt  | Mats Moraing           | 6-3, 6-2         |

### Palmares dubbelspel
| Nr.                          | Datum            | Toernooi           | Ondergrond | Partner                 | Tegenstanders in finale          | Score               | Details |
| ---------------------------- | ---------------- | ------------------ | ---------- | ----------------------- | -------------------------------- | ------------------- | ------- |
| Gewonnen finales herendubbel |                  |                    |            |                         |                                  |                     |         |
| 1.                           | 5 maart 2017     | ATP São Paulo      | Gravel (i) | André Sá                | Marcus Daniell Marcelo Demoliner | 7-6(5), 5-7, [10-7] | Details |
| Verloren finales herendubbel |                  |                    |            |                         |                                  |                     |         |
| 1.                           | 22 juli 2012     | ATP Hamburg        | Gravel     | Daniel Muñoz de la Nava | David Marrero Fernando Verdasco  | 4-6, 3-6            | Details |
| 2.                           | 24 februari 2019 | ATP Rio de Janeiro | Gravel     | Thomaz Bellucci         | Máximo González Nicolás Jarry    | 7-6(3), 3-6, [7-10] | Details |
| Gewonnen challengers         |                  |                    |            |                         |                                  |                     |         |
| 1.                           | 2 oktober 2006   | Quito              | Gravel     | Marcelo Melo            | Pablo Cuevas Horacio Zeballos    | 6-3, 6-4            |         |
| 2.                           | 6 oktober 2008   | Florianópolis      | Gravel     | Júlio Silva             | Ricardo Hocevar André Miele      | 3-6, 6-4, [10-4]    |         |
| 3.                           | 2 augustus 2010  | Campos do Jordão   | Hardcourt  | Júlio Silva             | Vítor Manzini Pedro Zerbini      | 7-63, 6-2           |         |
| 4.                           | 19 juni 2016     | Perugia            | Gravel     | Andres Molteni          | Nicolas Barrientos Fabricio Neis | 7-5, 6-3            |         |

## Resultaten grote toernooien
| Legenda | Legenda                          |
| ------- | -------------------------------- |
| g.t.    | geen toernooi gehouden           |
| l.c.    | lagere categorie                 |
| –       | niet deelgenomen                 |
| G       | uitgeschakeld in de groepsfase   |
| 1R      | uitgeschakeld in de eerste ronde |
| 2R      | uitgeschakeld in de tweede ronde |
| 3R      | uitgeschakeld in de derde ronde  |
| 4R      | uitgeschakeld in de vierde ronde |
| KF      | uitgeschakeld in de kwartfinale  |
| HF      | uitgeschakeld in de halve finale |
| F       | de finale verloren               |
| W       | het toernooi gewonnen            |
| w-v     | winst/verlies-balans             |

### Enkelspel
| toernooi             | 2011 | 2012 | 2013 | 2014 | 2015 | 2016 | 2017 | 2018 |
| -------------------- | ---- | ---- | ---- | ---- | ---- | ---- | ---- | ---- |
| grandslamtoernooien  |      |      |      |      |      |      |      |      |
| Australian Open      | –    | –    | –    | –    | –    | –    | 2R   | 1R   |
| Roland Garros        | –    | 1R   | 1R   | –    | –    | 1R   | 2R   | 1R   |
| Wimbledon            | –    | –    | 1R   | –    | –    | 1R   | 1R   | –    |
| US Open              | 2R   | 2R   | 2R   | –    | –    | 1R   | 1R   | –    |
| ATP Masters 1000     |      |      |      |      |      |      |      |      |
| Indian Wells         | –    | –    | –    | –    | –    | –    | –    | –    |
| Miami                | –    | –    | –    | –    | –    | 1R   | –    | 1R   |
| Monte Carlo          | –    | –    | –    | –    | –    | –    | –    | –    |
| Rome                 | –    | –    | –    | –    | –    | –    | –    | –    |
| Madrid               | –    | –    | –    | –    | –    | –    | –    | –    |
| Montréal/Toronto     | –    | –    | –    | –    | –    | –    | 1R   | –    |
| Cincinnati           | –    | –    | –    | –    | –    | –    | –    | –    |
| Shanghai             | –    | –    | –    | –    | –    | –    | –    | –    |
| Parijs               | –    | –    | –    | –    | –    | –    | –    | –    |
| olympisch            |      |      |      |      |      |      |      |      |
| Olympische Spelen    | g.t. | –    | g.t. | g.t. | g.t. | 2R   | g.t. | g.t. |
| statistieken         |      |      |      |      |      |      |      |      |
| totaal aantal titels | 0    | 0    | 0    | 0    | 0    | 0    | 0    | 0    |
| eindejaarsranking    | 124  | 126  | 132  | 283  | 125  | 98   | 101  | 165  |

### Dubbelspel
| toernooi             | 2017 |
| -------------------- | ---- |
| grandslamtoernooien  |      |
| Australian Open      | –    |
| Roland Garros        | KF   |
| Wimbledon            | 1R   |
| US Open              | 2R   |
| ATP Masters 1000     |      |
| (nog) geen deelnames |      |
| olympisch            |      |
| Olympische Spelen    | g.t. |
| statistieken         |      |
| totaal aantal titels | 1    |
| eindejaarsranking    | 90   |